# Planiloricaria cryptodon
Planiloricaria
Genre
Espèce
Synonymes
- Pseudohemiodon cryptodon Isbrücker, 1971

Planiloricaria cryptodon, unique représentant du genre monotypique Planiloricaria, est une espèce de poissons-chats de la famille des Loricariidae (ordre des Siluriformes).

## Répartition
Cette espèce est originaire de Bolivie, du Brésil et du Pérou où elle est présente dans le bassin supérieur de l'Amazone, y compris les bassins versants d'Ucayali, Purus et Mamoré. P. cryptodon habite des substrats sablonneux dans les principaux cours d'eau des grands fleuves.

## Description
P. cryptodon atteint une longueur de 21,5 cm. Bien que les habitudes de reproduction soient inconnues, cette espèce est probablement une couveuse à lèvres. Le dimorphisme sexuel est caractérisé par la forme de la région génitale ; la zone génitale chez les mâles est allongée et étroite par rapport à la zone large et arrondie des femelles. Cette espèce présente des caractéristiques dérivées telles qu'une réduction de la taille et du nombre de dents, des dents prémaxillaires absentes, une forme de tête circulaire et des yeux de taille réduite sans opercule de l'iris.

## Systématique
Le nom valide complet (avec auteur) de ce taxon est Planiloricaria cryptodon (Isbrücker, 1971).
L'espèce a été initialement classée dans le genre Pseudohemiodon sous le protonyme Pseudohemiodon cryptodon Isbrücker, 1971.
Planiloricaria cryptodon a pour synonyme :
- Pseudohemiodon cryptodon Isbrücker, 1971